# Rahowardiana wardiana
Rahowardiana wardiana là loài thực vật có hoa trong họ Cà. Loài này được D'Arcy miêu tả khoa học đầu tiên năm 1973 publ. 1974.